# Професор-Иширково
Професор-Иширково (болг. Професор Иширково) — село в Болгарии. Находится в Силистренской области, входит в общину Силистра. Население составляет 1 165 человек. Названо именем географа и этнографа Анастаса Иширкова.

## Политическая ситуация
В местном кметстве Професор-Иширково, в состав которого входит Професор-Иширково, должность кмета (старосты) исполняет Кинка Минчева Иванова (Политическое движение социал-демократов (ПДСД)) по результатам выборов правления кметства.
Кмет (мэр) общины Силистра — Иво Кирилов Андонов (инициативный комитет) по результатам выборов в правление общины.